# Austrochthonius cavicola
Espèce
Austrochthonius cavicola est une espèce de pseudoscorpions de la famille des Chthoniidae.

## Distribution
Cette espèce est endémique d'Australie-Méridionale. Elle se rencontre à Naracoorte dans la grotte Cathedral Cave.

## Description
Le mâle holotype mesure 1,2 mm.
Ce pseudoscorpion est anophtalme.

## Publication originale
- Beier, 1968 : Some cave-dwelling Pseudoscorpionidea from Australia and New Caledonia. Records of the South Australian Museum, vol. 15, p. 757-765 (texte intégral).